# Pedibus

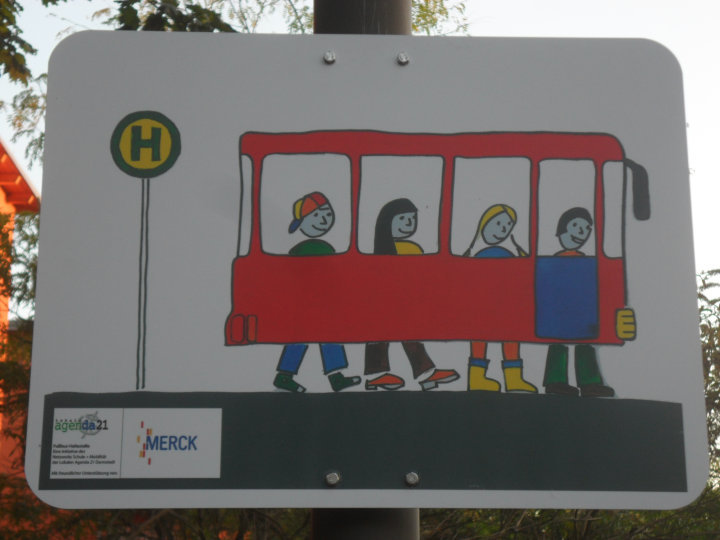
Haltestellentafel eines Pedibusses in Deutschland.

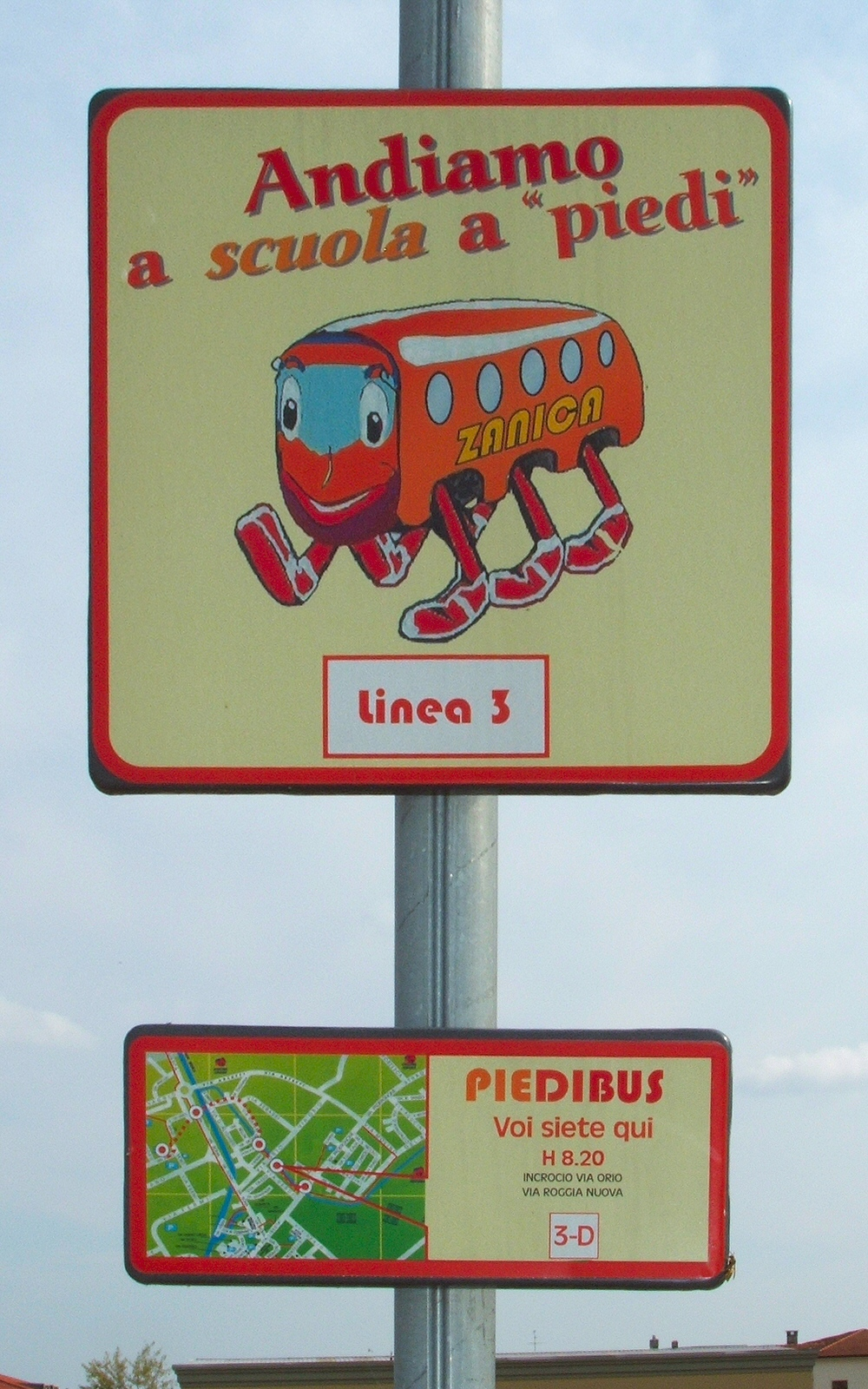
Haltestellentafel eines Pedibusses in der italienischen Stadt Zanica

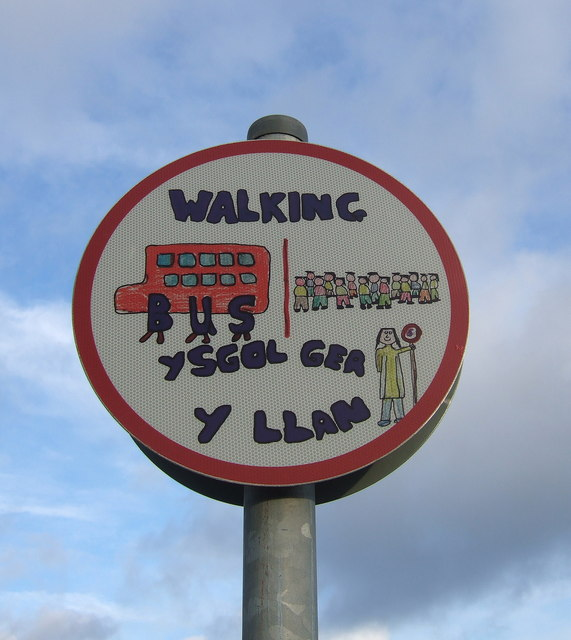
Haltestellenschild in Wales

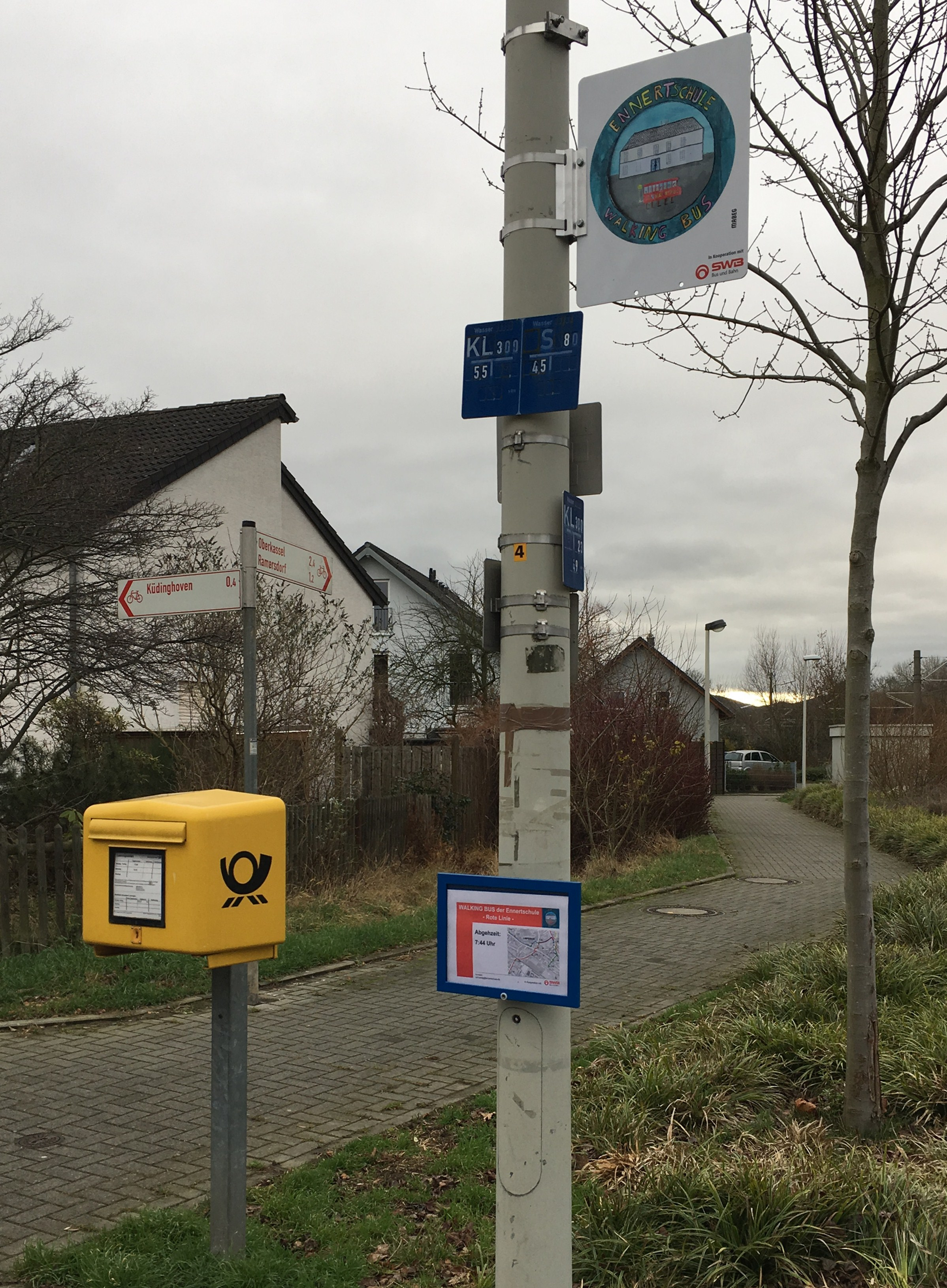
Haltestelle Walking Bus in Bonn

Der Pedibus (von französisch Pédibus), auch Laufender Schulbus, Laufbus, Schulbus auf Füßen, Bus auf Füßen, Schulbus mit Füßen, Bus mit Füßen, Schulbus zu Fuß, Bus auf Beinen (BaB) oder Walking-Bus (von englisch walking bus), ist eine Maßnahme zur Sicherung des Schulwegs von Kindern. Bei diesem Schülerverkehr wird der Fußweg zur Schule beziehungsweise zum Kindergarten und von dort wieder nach Hause gemeinsam zurückgelegt. Dabei werden sie von einer erwachsenen Person begleitet, in diesem Zusammenhang auch Chauffeuse genannt. Diese folgt einer vereinbarten Route und holt die Kinder zu bestimmten Zeiten an abgesprochenen und entsprechend beschilderten Haltestellen ab.
Ein Zweck des Pedibus ist die Vermeidung des Motorisierten Individualverkehrs, indem die Eltern die Schüler nicht mehr einzeln – beispielsweise mit dem Personenkraftwagen – den gesamten Weg von und zur Schule befördern (Elterntaxi), sondern sie nur noch an den nächsten Sammelpunkt bringen. Des Weiteren dient die Maßnahme der Gesundheitsförderung und animiert die Schüler, sich im Alltag mehr zu bewegen. Das Konzept Pedibus setzt sich dabei in immer mehr Staaten durch. Bekannt ist die Umsetzung in Australien, Deutschland, Großbritannien, Frankreich, Italien, Kanada, Luxemburg, Österreich und der Schweiz.

## Begriff
Anders als der erste Eindruck des Begriffs nahelegt, leitet sich Pedibus (von lateinisch pes = Fuß, pedes = Fußgänger) nicht vom verbreiteten Massenverkehrsmittel Omnibus beziehungsweise dessen Kurzform Bus ab. Es ist vielmehr ein bereits im Römischen Reich gebräuchlicher Ausdruck für den nicht reitenden oder fahrenden Bürger oder Soldaten, der als Ablativ von pes mit zu Fuß, mit den Füßen, als Fußgänger zu übersetzen ist. Pedibus bedeutet demnach: Sich mit den Füßen fortbewegen.
Dennoch erscheint die verbreitete bildliche Veranschaulichung sinnvoll und kindgemäß, weil sie zum einen eine Verbindung zu dem bekannten Schulbus herstellt und zum anderen den Kindern eine bildhafte Vorstellung von ihrer neuen Verkehrsweise vermittelt: Die Ähnlichkeit wird den Kindern schon optisch deutlich und körperlich erfahrbar, wenn sie sich wie in einem Omnibus als Zweiergruppen mit Handfassung in einer Gehkolonne zusammengefasst finden, deutlicher noch, wenn die gesamte Marschkolonne durch ein Sicherungsseil miteinander verbunden ist.
Das Projekt Schulexpress ist ein von Schulen organisierter Pedibus. Das deutschlandweit über einhundert Mal umgesetzte Projekt soll für Selbstwirksamkeit und gegen Bewegungsmangel durch das Elterntaxi der Kinder vorbeugen. Sammelstellen des Schulexpress können dezentral zur Schule liegen, um den Stau von Elterntaxis auf diese Sammelstellen zu verteilen.

## Ausgangsgedanke
Die Einrichtung von „Pedibussen“ entwickelte sich aus dem Bedürfnis engagierter Eltern und Erzieher, ihren Kindern unter Einschränkung des Straßenverkehrs einen sicheren Fußweg zu Kindergarten und Schule zu ermöglichen. Die zunehmende Praxis, Kinder in Schulbussen oder privaten Personenkraftwagen zu befördern, hatte sich zudem als kontraproduktiv sowohl für die Sicherheit der Kinder als auch für ihre physische und psychische Befindlichkeit zu Schulbeginn erwiesen:
Die Verdichtung des Verkehrs zu den Hauptverkehrszeiten von Unterrichtsbeginn und Unterrichtsende führt zu der sogenannten „Schul-Rushhour“, die mit einer deutlich erhöhten Gefährdung aller Kinder verbunden ist. Hinzu kommen Langeweile, Unmut, Verdrießlichkeit, Zank und Verletzungen durch die Einschränkung des kindlichen Bewegungsdrangs und das Eingesperrtsein in den engen Fahrzeugen. Die Lehrer registrierten eine gesteigerte Aggressivität und verminderte Aufnahmefähigkeit bei den sogenannten „Fahrschülern“ im Vergleich zu den ausgeglicheneren „Fußgängern“.
Die von Australien ausgehende Idee verbreitete sich über Großbritannien rasch in ganz Europa. Allein in München haben sich bis 2013 mehr als dreißig Grundschulen der Initiative angeschlossen.

## Situation in Deutschland
In München fördert die Stadtverwaltung im Rahmen ihrer Initiative „Gscheid mobil“ die Einrichtung von Pedibussen. Leipzig führte zum Schuljahr 2013/14 erstmals einen Bus mit Füßen durch. Der Verkehrsclub Deutschland (VCD) ist bestrebt, das Modell in Deutschland bekannter zu machen.

## Situation in Österreich
In Österreich wurde die Idee Pedibus ab 2009 in mehreren Bundesländern verwirklicht. In Tirol wird das Projekt zum Beispiel vom Klimabündnis Tirol durchgeführt. In Niederösterreich wird das Projekt inzwischen SchulGehBus genannt, die Gemeinden werden bei der Organisation durch NÖ.Regional unterstützt.

## Situation in der Schweiz

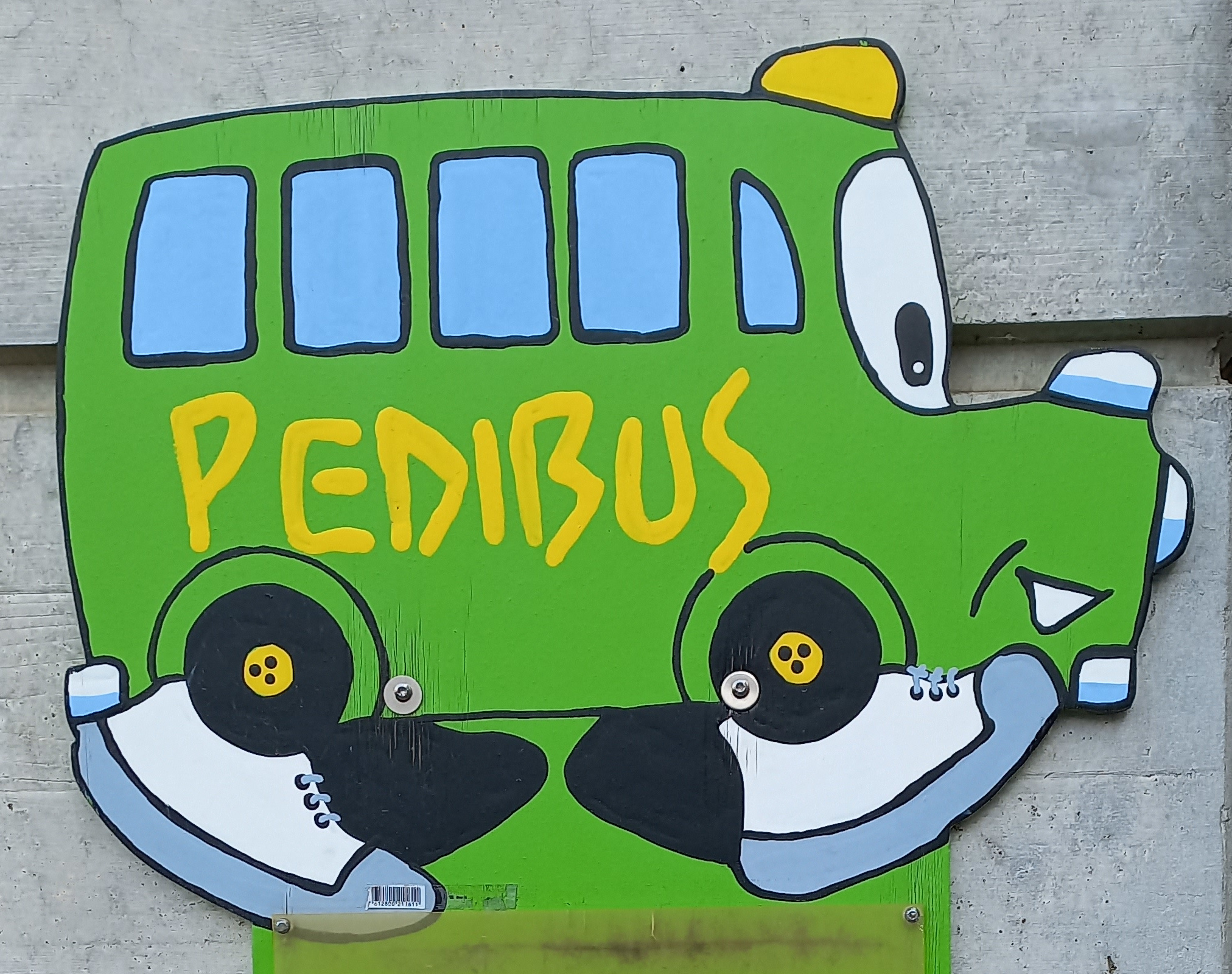
Pedibus-Haltestelle an der Kantons- und Universitätsbibliothek Freiburg, Schweiz

In der Schweiz hielt der Pedibus, gefördert durch den Verkehrs-Club der Schweiz (VCS), von Frankreich kommend 1998 zuerst in der Stadt Lausanne Einzug. Nach einer kontinuierlichen Verbreitung in der Westschweiz (Stand Herbst 2009 existierten in dieser Region allein 250 Linien), findet der Pedibus nun auch in der Deutschschweiz eine zunehmende Akzeptanz.

## Kritische Beurteilung
Die Idee des Pedibus wird vor allem von Naturschutzorganisationen, vom Umweltbundesamt und den Verkehrsclubs mit ökologischem Schwerpunkt in den verschiedenen Ländern propagiert, weil sie der Reduzierung des Fahrzeugaufkommens und damit dem Umweltschutz dient.
Sie wird auch von den Sportverbänden und Schulen unterstützt, weil sie der natürlichen Bewegung der Kinder, der Kommunikation auf dem Schulweg und einem entstressten Unterrichtsbeginn entgegenkommt.
Im Rahmen der Verkehrssicherung wird diese Verkehrshilfe jedoch nur als vorübergehende kurative Maßnahme gesehen, der unter der unabdingbaren Zielsetzung der Verselbstständigung des einzelnen Kindes als mündigem Verkehrsteilnehmer nur eine begrenzte Bedeutung zukommen kann:
Die Eingliederung in eine von Erwachsenen geführte Gruppe verführt nach Meinung des Pädagogen Siegbert A. Warwitz dazu, dass Aufmerksamkeit und Wahrnehmung in der Praxis (ähnlich wie im Schulbus) vornehmlich aufeinander bzw. vornehmlich auf sich selbst (ähnlich wie im Pkw der Eltern), jedoch weniger auf das eigentliche Verkehrsgeschehen ausgerichtet sind. Eine Auseinandersetzung mit dem angemessenen Verkehrsumgang und ein verkehrspädagogischer Lernprozess finden nur in Ansätzen statt. Das Anfassen der Kinder zu Paaren und das Instrument der zusätzlichen Sicherung der Kinderkolonne durch ein Leitseil erschwert zwar das spontane Ausbrechen einzelner Kinder aus dem Verband. Andererseits schafft es eine erneute Gängelung und Fesselung der Kinder beim Verkehren. Die Befreiung aus der Enge des elterlichen Autos und die Wiederentdeckung des gemeinsamen Fußwegs unter der Verantwortung von Erwachsenen wird deshalb nur als ein erster Schritt zur Verselbstständigung des Kindes im Verkehrsumgang gesehen. Die Kinder werden vom „Mitfahrer“ in Fahrzeugen zum „Mitgeher“ in einer Kinderkolonne. Dies darf nicht zur Dauereinrichtung werden und kann eine zeitgemäße Verkehrserziehung zum mündigen Verkehrsteilnehmer nicht ersetzen. Verkehrspädagogen favorisieren daher eher eine frühzeitige Kompetenzausstattung der Kinder zu einem eigenständigen Verkehrsumgang.
Nach den Vorstellungen der Verkehrspädagogik sollten die Kinder spätestens im ersten Schuljahr in die Lage versetzt sein, ihren Schulweg als Fußgänger eigenverantwortlich und sicher selbst zu gestalten.